# 安氏中喙鯨
安氏中喙鯨（學名：Mesoplodon bowdoini）旧称安竹氏喙鲸，又称突齿喙鲸，波多因氏喙鲸和高顶喙鲸。其已知的研究資料極少，可能在南極聚合帶（Antarctic Convergence）北方呈環極區分布。在其分布範圍內有35次以上的發現記錄，但全部都是擱淺的個體，大部分在紐西蘭與澳洲發現。命名者羅伊·查普曼·安德魯斯曾擔任美國自然歷史博物館館長，他在任內以此博物館的委託者與捐獻者George S. Bowdoin之名為此物種命名。

## 基本資料
其他俗名：
- 英：Bowdoin's Beaked Whale、Deepcrest Beaked Whale
- 法：MÉSOPLODON DE ANDREW、MÉSOPLODON DE BOWDOIN
- 西：BALLENA DE PICO DE ANDREW、ZIFIO DE ANDREW

出生時身長體重：1.6m；體重未知
最大身長體重紀錄：雄性至少4.5m、雌性4.9m；體重未知
壽命：未知

## 形态特徵
安氏中喙鯨的體型粗壯，額隆平坦，吻突短而粗，巨大的下顎在中段形成明顯的拱起。背鰭小，呈三角形，尖端圓鈍，位於背部中央後方。成年雄鯨下顎可見2顆外露的巨大牙齒，側面寬闊但相當扁平，位於距下顎尖端約20公分處。
安氏中喙鯨的體色普遍呈暗灰至黑色，僅嘴喙前端與下顎為白色，部分個體在眼睛前方有淺色斑塊。成年雄鯨背部有淺灰色的「馬鞍」（saddle，為一橫跨背部中線、外觀大致呈馬鞍狀的斑紋，常會延伸至身體側面。），由噴氣孔後方延伸至背鰭。一般認為雌鯨的嘴喙顏色比雄鯨來得深，背部呈石板一般的灰色，腹部與側腹則是較淺的灰白色。成年雄鯨的體表常有長條直線狀傷痕，可能是其他雄鯨造成。無論雄鯨或雌鯨皆有因雪茄鮫（cookiecutter shark）攻擊留下的橢圓形傷痕。

## 分布
安氏中喙鯨僅分布於南半球，可能在溫帶緯度（南緯32度至南緯54度30分之間）海域呈環極區分布。擱淺記錄已知在澳洲南部、紐西蘭、麥加利群島（Macquarie Islands）、福克蘭群島、與垂斯坦昆哈（Tristan da Chunha）。在南印度洋的克革倫群島（Kerguelen Islands）與祕魯的發現記錄可能是其他中喙鯨的誤認。

## 習性、生殖、食性
由於沒有可信的海中目擊記錄與群體擱淺，科學家對其社會結構、習性或生殖、覓食的習慣幾乎完全不明。位於紐西蘭海域的族群，其繁殖季似乎自夏季至秋季。

## 現狀
安氏中喙鯨的數量不明。未曾有被捕殺的記錄，也沒有因漁業活動而造成死亡的跡象。